# 津幡町
津幡町（つばたまち）は、石川県の中央部に位置する町。河北郡に所属する。
金沢市への通勤率は41.8％（平成27年国勢調査）。
津幡の地名は、この地域が津幡川と河北潟を行き来する舟（船）の津（停泊地）の端であるのが由来とされる。

## 地理
森林セラピー基地に認定されている。
- 山：三国山
- 河川：津幡川、大海川

### 隣接している自治体
- 石川県
  - 金沢市
  - かほく市
  - 河北郡内灘町
  - 羽咋郡宝達志水町
- 富山県
  - 高岡市
  - 小矢部市

## 歴史
古代から北陸道の能登国への分岐点として宿場町が栄えた。倶利伽羅峠で、木曾義仲が「火牛の計」を用いて平家を破ったという伝説が残っている。
- 町域は加賀国と能登国に跨っており、牛首・瓜生・上河合・下河合・上大田は能登の国域であった。
- 1889年（明治22年）4月1日 - 町村制の施行により、河北郡津幡町、東英村、種谷村、笠井村、笠野村、中条村、井上村、倶利伽羅村、萩坂村及び羽咋郡河合谷村が発足する。
- 1907年（明治40年)  8月10日 - 東英村及び種谷村が合併して、英田村が発足する。又、笠井村及び笠野村が合併して、笠谷村が発足する。並びに、倶利伽羅村及び萩坂村が合併して、改めて倶利伽羅村が発足する。
- 1947年（昭和22年）10月29日 - 昭和天皇が行幸（昭和天皇の戦後巡幸）。津幡小学校や駅前で奉迎が行われた[2][3]。。
- 1954年（昭和29年）3月31日 - 津幡町、中条村、笠谷村、井上村及び英田村が合併して、改めて津幡町が発足する。
- 1954年（昭和29年）5月16日 - 羽咋郡河合谷村を編入する。
- 1954年（昭和29年）10月1日 - 森本町の区域の内、浅谷の区域を編入する。
- 1957年（昭和32年）2月1日 - 倶利伽羅村を編入する。
- 1964年（昭和39年）7月17日 - 津幡川の氾濫による水害が発生し、3人が死亡、771戸が浸水する。
- 1983年（昭和58年）5月22日 - 町内で、第34回全国植樹祭が開催される。
- 1990年（平成2年）11月 - 国道8号俱利伽羅バイパスの供用を開始する[4]。
- 1994年（平成6年）9月25日 - 町内で、第18回全国育樹祭が開催される。
- 1996年（平成8年）6月1日 - 金沢市及び津幡町の区域の境界の一部区域を変更する。
- 2008年（平成20年）3月15日 - 国道8号津幡北バイパスが全線開通[5][6]。
- 2016年（平成28年）11月6日 - 県道高松津幡線河北縦断道路が全線開通[7]。

## 人口
石川県内の町としては最も人口が多く、珠洲市、輪島市、羽咋市、かほく市を上回っている。
| |                                        |  |
| 津幡町と全国の年齢別人口分布（2005年） | 津幡町の年齢・男女別人口分布（2005年） |  |
| ■紫色 ― 津幡町 ■緑色 ― 日本全国 | ■青色 ― 男性 ■赤色 ― 女性              |  |
| 津幡町（に相当する地域）の人口の推移 \| 1970年（昭和45年） \| 21,541人 \| \| \| 1975年（昭和50年） \| 22,494人 \| \| \| 1980年（昭和55年） \| 23,682人 \| \| \| 1985年（昭和60年） \| 24,591人 \| \| \| 1990年（平成2年） \| 26,078人 \| \| \| 1995年（平成7年） \| 30,318人 \| \| \| 2000年（平成12年） \| 34,304人 \| \| \| 2005年（平成17年） \| 35,712人 \| \| \| 2010年（平成22年） \| 36,940人 \| \| \| 2015年（平成27年） \| 36,968人 \| \| \| 2020年（令和2年） \| 36,957人 \| \| |                                        |  |
| 総務省統計局 国勢調査より |                                        |  |
| 1970年（昭和45年） | 21,541人                               |  |
| 1975年（昭和50年） | 22,494人                               |  |
| 1980年（昭和55年） | 23,682人                               |  |
| 1985年（昭和60年） | 24,591人                               |  |
| 1990年（平成2年） | 26,078人                               |  |
| 1995年（平成7年） | 30,318人                               |  |
| 2000年（平成12年） | 34,304人                               |  |
| 2005年（平成17年） | 35,712人                               |  |
| 2010年（平成22年） | 36,940人                               |  |
| 2015年（平成27年） | 36,968人                               |  |
| 2020年（令和2年） | 36,957人                               |  |

## 行政

### 町長
| 歴代津幡町長（1889年ー1954年） | 歴代津幡町長（1889年ー1954年） | 歴代津幡町長（1889年ー1954年） | 歴代津幡町長（1889年ー1954年） | 歴代津幡町長（1889年ー1954年） | 歴代津幡町長（1889年ー1954年） |
| 代                             | 人                             | 氏名                           | 就任                           | 退任                           | 備考                           |
| ------------------------------ | ------------------------------ | ------------------------------ | ------------------------------ | ------------------------------ | ------------------------------ |
| 1                              | 1                              | 倉知与                         | 1889年（明治22年）5月29日      | 1892年（明治25年）1月5日       |                                |
| 2                              | 2                              | 久世嘉左衛門                   | 1892年（明治25年）6月21日      | 1896年（明治29年）2月12日      |                                |
| 3                              | 3                              | 浅川甚太郎                     | 1896年（明治29年）11月21日     | 1899年（明治32年）3月27日      |                                |
| 4                              | 4                              | 橋安二郎                       | 1899年（明治32年）4月11日      | 1899年（明治32年）7月9日       |                                |
| 5                              | 5                              | 矢田弥作                       | 1903年（明治36年）7月9日       | 1907年（明治40年）7月8日       |                                |
| 6                              | 5                              | 矢田弥作                       | 1907年（明治40年）9月11日      | 1911年（明治44年）9月10日      |                                |
| 7                              | 5                              | 矢田弥作                       | 1911年（明治44年）10月7日      | 1915年（大正4年）10月6日       |                                |
| 8                              | 6                              | 山名作太郎                     | 1915年（大正4年）11月4日       | 1919年（大正8年）11月3日       |                                |
| 9                              | 6                              | 山名作太郎                     | 1919年（大正8年）11月8日       | 1923年（大正12年）11月7日      |                                |
| 10                             | 7                              | 村覚太郎                       | 1923年（大正12年）11月14日     | 1924年（大正13年）11月14日     |                                |
| 11                             | 8                              | 由雄正造                       | 1924年（大正13年）11月24日     | 1928年（昭和3年）11月23日      |                                |
| 12                             | 8                              | 由雄正造                       | 1928年（昭和3年）11月          | 1932年（昭和7年）11月          |                                |
| 13                             | 8                              | 由雄正造                       | 1932年（昭和7年）11月          | 1936年（昭和11年）11月         |                                |
| 14                             | 8                              | 由雄正造                       | 1936年（昭和11年）11月         | 1937年（昭和12年）1月7日       |                                |
| 15                             | 9                              | 村弥一                         | 1937年（昭和12年）1月8日       | 1941年（昭和16年）1月7日       |                                |
| 16                             | 9                              | 村弥一                         | 1941年（昭和16年）1月          | 1943年（昭和18年）9月29日      |                                |
| 17                             | 10                             | 岡本良                         | 1943年（昭和18年）9月30日      | 1946年（昭和21年）11月11日     |                                |
| 18                             | 11                             | 久世嘉與                       | 1947年（昭和22年）4月5日       | 1951年（昭和26年）4月4日       |                                |
| 19                             | 12                             | 村佐一                         | 1951年（昭和26年）4月23日      | 1954年（昭和29年）3月30日      |                                |
| 歴代津幡町長（1954年ー）       |                                |                                |                                |                                |                                |
| 代                             | 人                             | 氏名                           | 就任                           | 退任                           | 備考                           |
|                                | 1                              | 村佐一                         | 1954年（昭和29年）3月31日      | 1954年（昭和29年）4月24日      | 町長職務執行者                 |
| 1                              | 1                              | 村佐一                         | 1954年（昭和29年）4月25日      | 1958年（昭和33年）4月24日      |                                |
| 2                              | 1                              | 村佐一                         | 1958年（昭和33年）4月25日      | 1962年（昭和37年）4月24日      |                                |
| 3                              | 2                              | 久世嘉與                       | 1962年（昭和37年）4月25日      | 1966年（昭和41年）4月24日      |                                |
| 4                              | 3                              | 酒井長寿                       | 1966年（昭和41年）4月25日      | 1970年（昭和45年）4月24日      |                                |
| 5                              | 4                              | 矢田剛                         | 1970年（昭和45年）4月25日      | 1974年（昭和49年）4月24日      |                                |
| 6                              | 4                              | 矢田剛                         | 1974年（昭和49年）4月25日      | 1978年（昭和53年）4月24日      |                                |
| 7                              | 4                              | 矢田剛                         | 1978年（昭和53年）4月25日      | 1982年（昭和57年）4月24日      |                                |
| 8                              | 4                              | 矢田剛                         | 1982年（昭和57年）4月25日      | 1986年（昭和61年）4月24日      |                                |
| 9                              | 4                              | 矢田剛                         | 1986年（昭和61年）4月25日      | 1990年（平成2年）4月24日       |                                |
| 10                             | 4                              | 矢田剛                         | 1990年（平成2年）4月25日       | 1994年（平成6年）4月24日       |                                |
| 11                             | 4                              | 矢田剛                         | 1994年（平成6年）4月25日       | 1998年（平成10年）4月24日      |                                |
| 12                             | 4                              | 矢田剛                         | 1998年（平成10年）4月25日      | 2002年（平成14年）4月24日      |                                |
| 13                             | 5                              | 村隆一                         | 2002年（平成14年）4月25日      | 2006年（平成18年）4月24日      |                                |
| 14                             | 5                              | 村隆一                         | 2006年（平成18年）4月25日      | 2010年（平成22年）4月24日      |                                |
| 15                             | 6                              | 矢田富郎                       | 2010年（平成22年）4月25日      | 2014年（平成26年）4月24日      |                                |
| 16                             | 6                              | 矢田富郎                       | 2014年（平成26年）4月25日      | 2018年（平成30年）4月24日      |                                |
| 17                             | 6                              | 矢田富郎                       | 2018年（平成30年）4月25日      | 2022年（令和4年）4月24日       |                                |
| 18                             | 6                              | 矢田富郎                       | 2022年（令和4年）4月25日       | 現職                           |                                |

- 町長 - 矢田富郎（やた・とみろう）

## 議会

### 津幡町議会
- 定数：16人
- 任期：2019年4月30日 - 2023年4月29日[8]
- 議長：酒井義光
- 副議長：荒井克

### 石川県議会
- 選挙区：河北郡選挙区（津幡町、内灘町）
- 定数：2人
- 任期：2019年4月30日 - 2023年4月29日
- 投票日：2019年4月7日
- 当日有権者数：52,449人
- 投票率：48.12％

| 候補者名 | 当落 | 年齢 | 党派名     | 新旧別 | 得票数   |
| -------- | ---- | ---- | ---------- | ------ | -------- |
| 焼田宏明 | 当   | 61   | 自由民主党 | 現     | 10,515票 |
| 太田臣宣 | 当   | 51   | 無所属     | 新     | 8,722票  |
| 米田昭夫 | 落   | 74   | 自由民主党 | 現     | 5,625票  |

### 衆議院
- 選挙区：石川3区（七尾市、輪島市、珠洲市、羽咋市、かほく市、津幡町、内灘町、志賀町、宝達志水町、中能登町、穴水町、能登町）
- 任期：2024年10月27日 - 2028年10月26日
- 投票日：2024年10月27日
- 当日有権者数：230,800人
- 投票率：62.50％

| 当落 | 候補者名 | 年齢 | 所属党派   | 新旧別 | 得票数   | 重複 |
| ---- | -------- | ---- | ---------- | ------ | -------- | ---- |
| 当   | 近藤和也 | 50   | 立憲民主党 | 前     | 77,247票 | ○    |
| 比当 | 西田昭二 | 55   | 自由民主党 | 前     | 61,308票 | ○    |
|      | 南章治   | 69   | 日本共産党 | 新     | 3,438票  |      |

## 経済

### 産業の概要
産業別の就業人口は以下のとおり（平成27年国勢調査）。
- 第一次産業就業人口 : 473人
- 第二次産業就業人口 : 5,445人
- 第三次産業就業人口 : 12,990人

### 工業
主な事業所
- タカラスタンダード北陸工場
- シブヤマシナリー津幡工場
- 日本フィルター工業津幡工場

### 商業
大規模な商業施設
- PLANT-3津幡店
- アル・プラザ津幡

## 地域

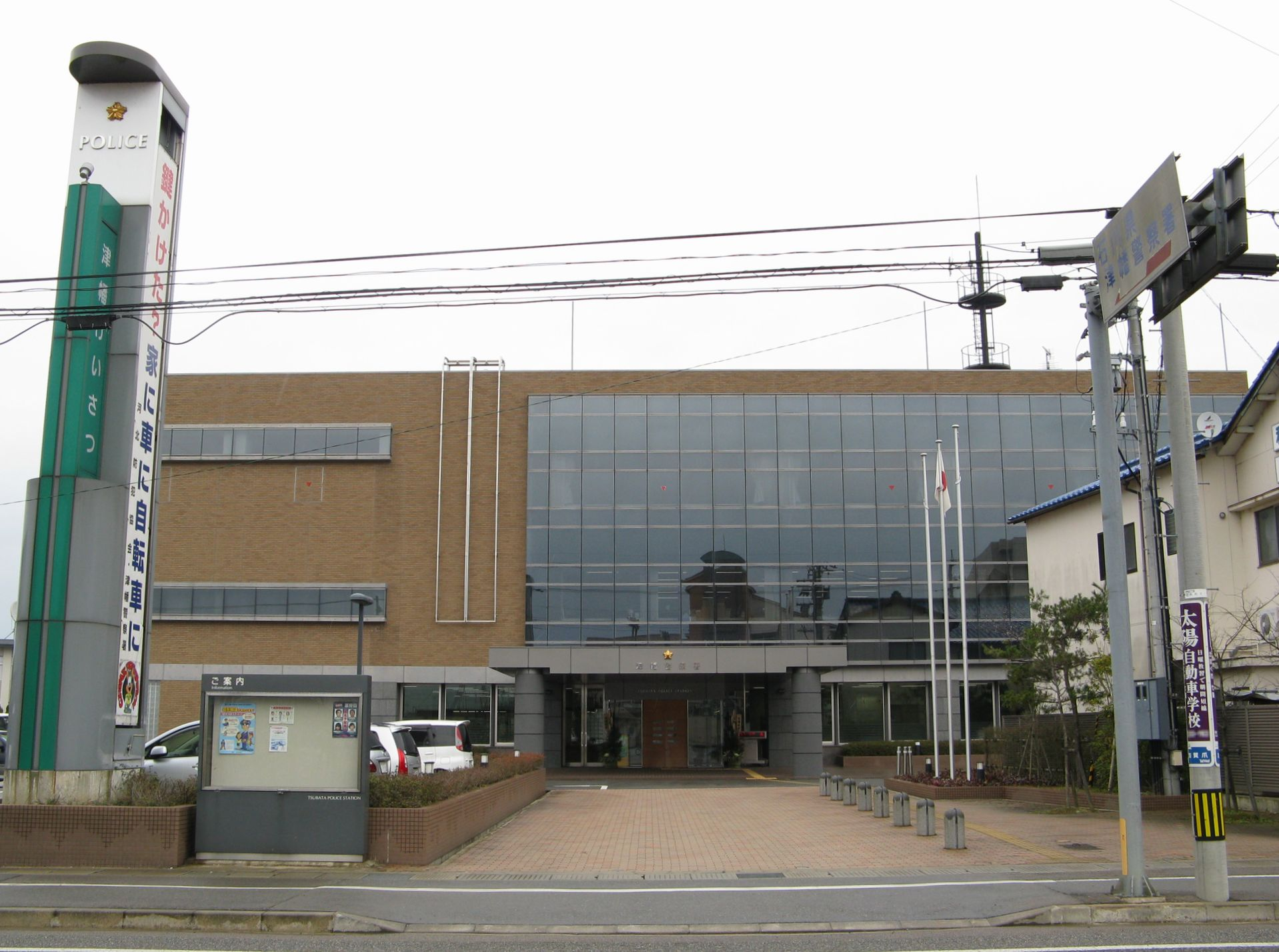
津幡警察署

### 警察
- 津幡警察署
  - 津幡南交番
  - 倶利伽羅駐在所
  - 能瀬駐在所

### 消防
- 津幡町消防本部

### 国の行政機関
- 厚生労働省
  - 石川労働局
    - 金沢公共職業安定所
      - 津幡分室（清水）

### 医療
- 河北中央病院

### 教育

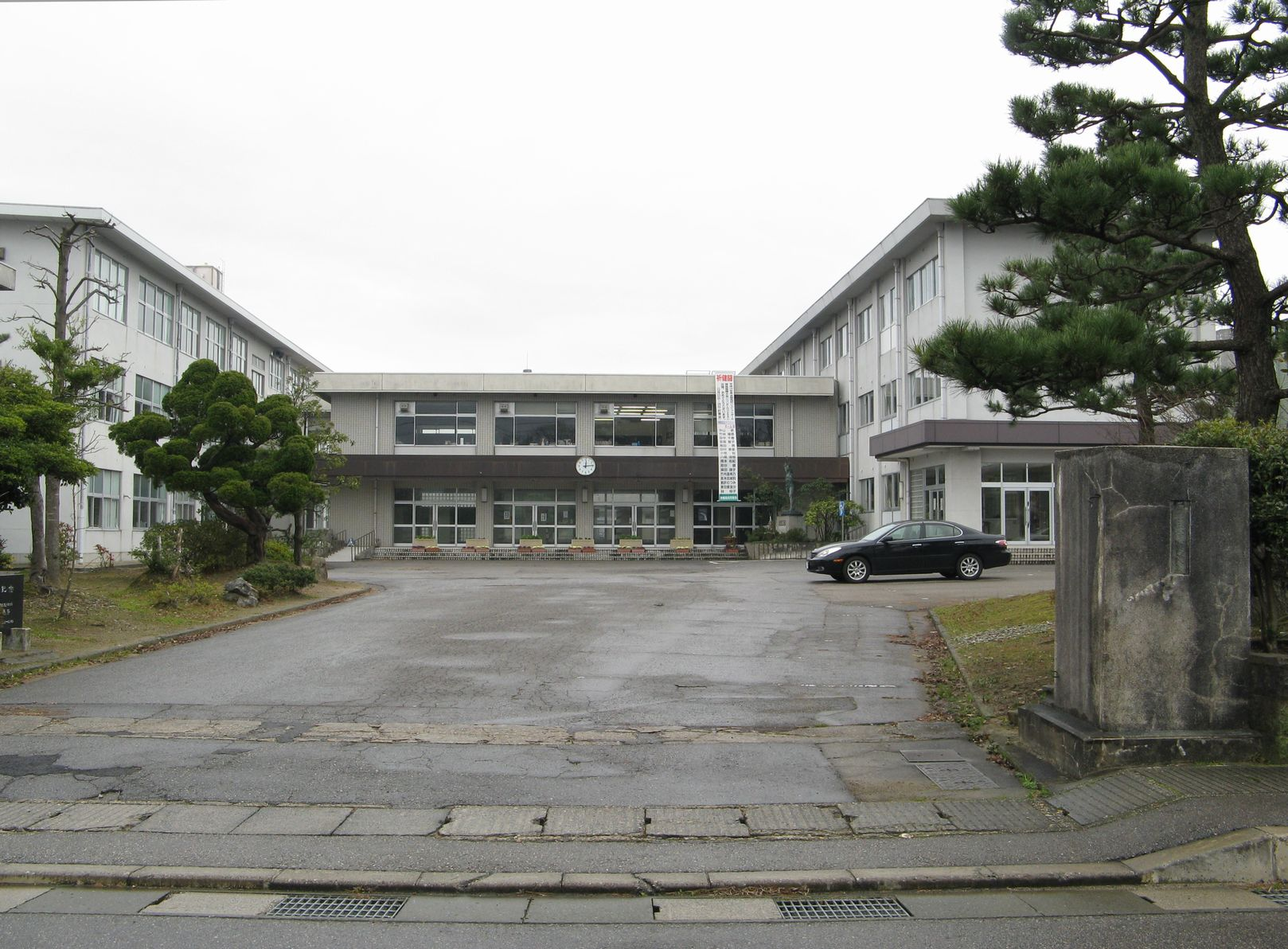
津幡高等学校

高等学校・高等専門学校（高専）
- 石川工業高等専門学校
- 石川県立津幡高等学校

中学校
- 津幡町立津幡中学校
- 津幡町立津幡南中学校

小学校
- 津幡町立津幡小学校
- 津幡町立中条小学校
- 津幡町立条南小学校
- 津幡町立太白台小学校
- 津幡町立英田小学校
- 津幡町立井上小学校
- 津幡町立笠野小学校
- 津幡町立刈安小学校
- 津幡町立萩野台小学校

幼稚園
- 津幡とくの幼稚園

## 交通

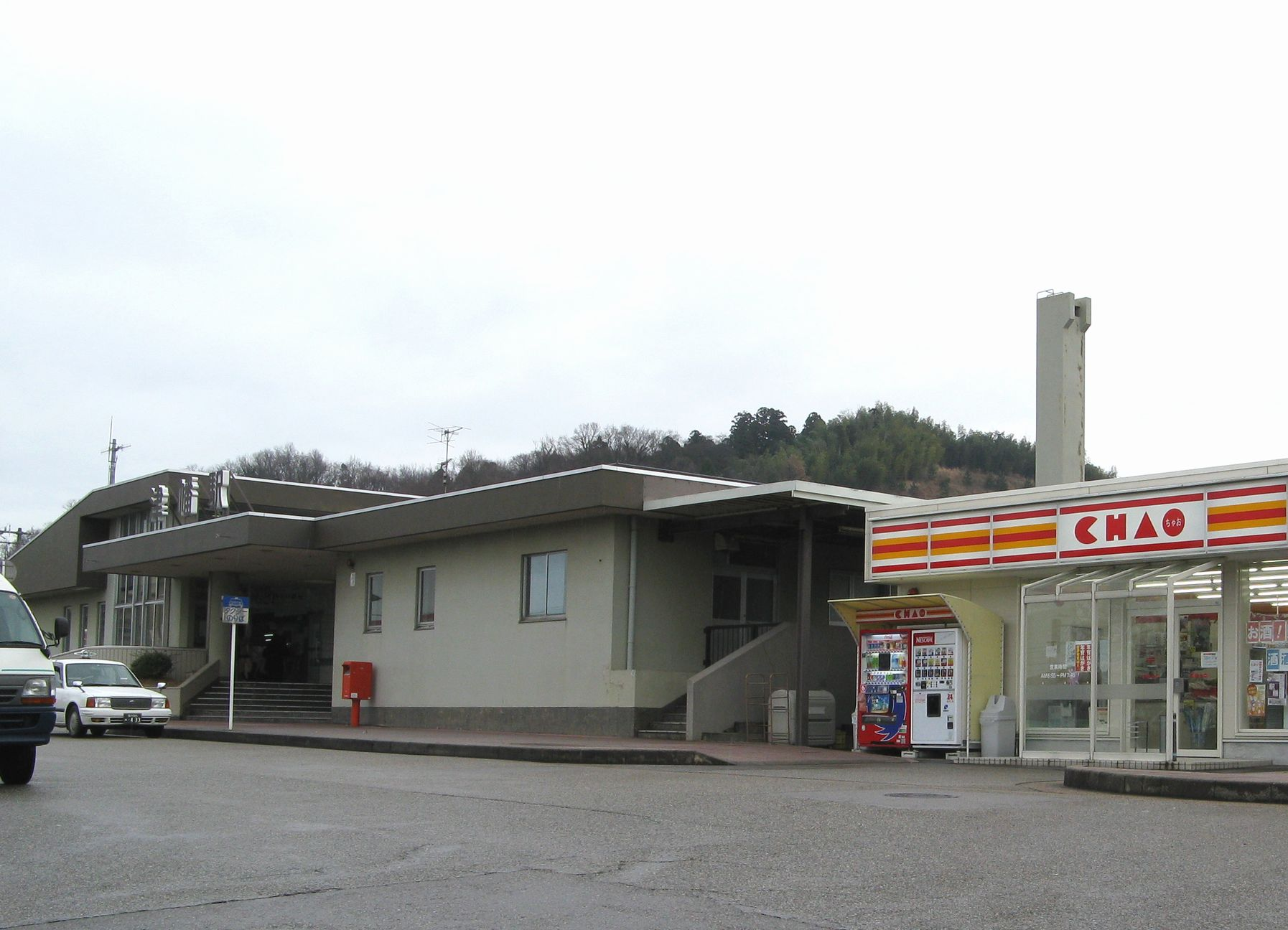
津幡駅

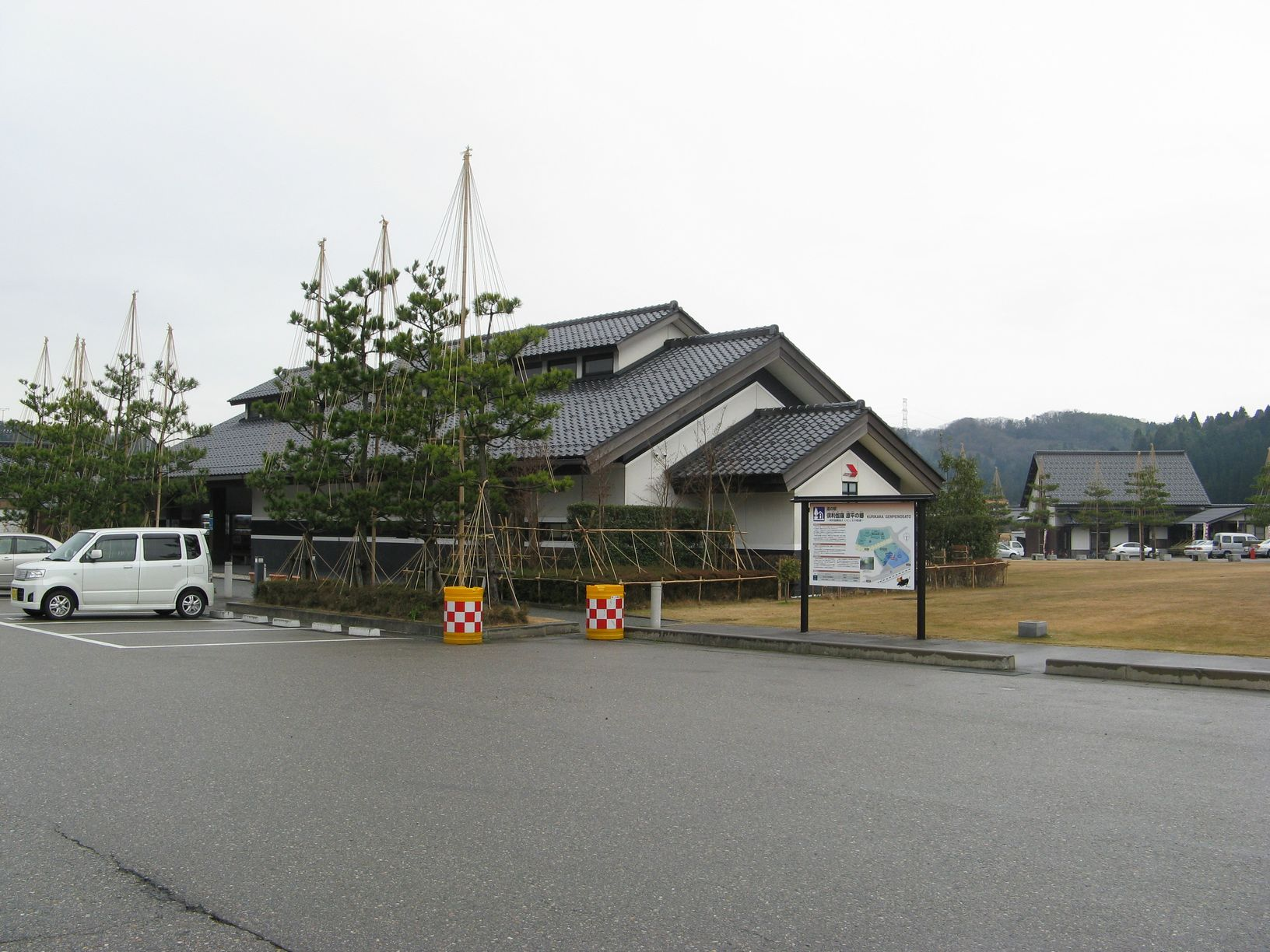
道の駅倶利伽羅 源平の郷

### 鉄道
- 西日本旅客鉄道（JR西日本）
  - 七尾線：津幡駅 - 中津幡駅 - 本津幡駅 - 能瀬駅
- IRいしかわ鉄道
  - IRいしかわ鉄道線：津幡駅 - 倶利伽羅駅
- あいの風とやま鉄道
  - あいの風とやま鉄道線：倶利伽羅駅
    - 倶利伽羅駅及び町内の路線はIRいしかわ鉄道の管理下であるが、営業上の境界は倶利伽羅駅である。

### 道路
- 地域高規格道路
  - 月浦白尾IC連絡道路
    - 町内では全区間、津幡バイパスの名称で供用されている。
- 一般国道
  - 国道8号
    - 俱利伽羅バイパス
    - 津幡北バイパス
    - 津幡バイパス

  - 国道159号（町内では全区間、国道249号と重複）
    - 津幡バイパス

  - 国道471号
- 県道
  - 主要地方道
    - 石川県道59号高松津幡線（河北縦断道路）
    - 富山県道・石川県道74号小矢部津幡線
    - 石川県道・富山県道75号押水福岡線

  - 一般県道
    - 石川県道124号本津幡停車場線
    - 石川県道206号津幡宮島峡公園線
    - 石川県道212号中尾津幡線
    - 石川県道213号仮生堅田線
    - 石川県道214号仮生末友線
    - 石川県道215号森本津幡線
    - 石川県道216号南中条津幡停車場線
    - 石川県道217号川尻津幡線
    - 石川県道218号莇谷津幡線
    - 石川県道219号興津刈安線
    - 石川県道221号瓜生能瀬線
    - 石川県道223号種七窪線
    - 石川県道286号刈安安楽寺線
- 道の駅
  - 倶利伽羅 源平の郷

### 路線バス
北鉄金沢バス（北陸鉄道グループ）
- かつての国道8号や国道159号であったルート（現在の石川県道215号森本津幡線、石川県道59号高松津幡線）に津幡線を運行している。

津幡町営バス
- かつて北陸鉄道や加越能鉄道が運行していた路線を継承したものを中心に、津幡町域全般に路線網を展開している。
- 5路線とAIオンデマンドバス「のるーと津幡」が運行されている。5路線すべてが津幡駅に乗り入れるほか、3路線が中津幡駅を経由し中心市街で複数の経由ルートが設定されている。運賃は、区間によって100円から400円の5段階が定められているほか、回数券や定期券が発行されている。
- かつて運行されていた井上線・緑が丘線・潟端線・太田線・領家線は、2024年3月15日限りで廃止され、「のるーと津幡」に置き換えられた。
  - 路線 : 相窪線、九折線、池ヶ原線、河合谷線、旭山線、AIオンデマンドバス「のるーと津幡」（予約制乗り合いバスサービス）

かほく市営バス
- かつて国鉄バスが運行していた路線を継承したものをかほく市が運営している路線バス。このうち、木窪線および瓜生線が津幡町域（河合谷地区）に乗り入れている。

加越能バス
- 石動駅 - くりから不動寺間のバスを行事が行われる毎月28日に限り運行。ダイヤは石動駅発が5便、くりから不動寺発が7便。

## 名所・旧跡・観光スポット・祭事・催事

### 名所・旧跡
- 津幡城跡
- 冷泉為広塚
- 倶利伽羅峠
- 倶利迦羅不動尊-成田不動尊（千葉県）、大山不動尊（神奈川県）と並び、日本三不動尊の一つ[12]。
- 石川県森林公園
- 倶利伽羅公園

### 神社
- 白鳥神社
- 三輪神社
- 加賀神社

### 寺院
- 倶利迦羅不動寺-倶利迦羅不動尊が本尊、西之坊鳳凰殿がある[12]。
- 祐閑寺-ツバキの名木「祐閑寺名月（ゆうかんじめいげつ）」がある[13]。

### 観光スポット
- ひまわり村
- アサザビオトープ
- 津幡ふるさと歴史館れきしる

### 祭事・催事
- 倶利迦羅さん八重桜まつり - 毎年4月下旬から5月初旬にかけて、倶利伽羅源平合戦の舞台となった倶利伽羅峠で開催
- 津幡四町獅子舞頭合わせ - 毎年9月第3日曜日に執り行われる秋祭りで、清水地区 加賀爪地区 庄地区 津幡地区の獅子舞が四ツ角交差点において披露される。
- 中条4町獅子舞頭合わせ-毎年10月上旬の三連休中日（日曜日）に執り行われる秋祭りで　北中条区　南中条区　太田区　潟端区の獅子舞がお昼頃集まり各地区の棒振りが披露される

## 出身人物
- 村田喜一 - 水産学者、水産食品化学の第一人者、函館大学学長
- 野際陽子 - 俳優、津幡町広報特使（津幡町生まれ富山市育ち）
- 中川了滋 - 弁護士、最高裁判所判事
- 新田義孝 - 工学者、四日市大学名誉教授
- 重原佐千子 - フリーキャスター、電卓名人
- 川井梨紗子 - レスリング選手、リオデジャネイロオリンピック・2020年東京オリンピック金メダリスト
- 川井友香子 - レスリング選手、2020年東京オリンピック金メダリスト、川井梨紗子の妹
- 三井梨花 - アイドル、ほくりくアイドル部のメンバー
- 大の里泰輝 - 大相撲力士、第75代横綱
- 欧勝海成矢 - 大相撲力士
- 池内紀子 - 女子キックボクサー